# Safsaf El Ouesra
Pour les articles homonymes, voir Safsaf.
Safsaf El Ouesra est une commune de la wilaya de Tébessa en Algérie.